# Смитт, Фридрих фон
Фри́дрих фон Сми́тт (9 (20) января 1787, Нарва — 11 (23) марта 1865) — русский историк немецкого происхождения; в ряде источников, например в «ЭСБЕ», описывается как Фёдор Иванович Смит.

## Биография
Отец его был первым нотариусом Нарвского магистрата и скончался, когда сыну было 14 лет. Первое образование Фридрих Смитт получил в Нарвском городском училище, а впоследствии пользовался частными уроками вместе с братьями Зейдлиц.
С 1804 до конца 1806 года он был в Кильском университете, где должен был изучать богословие, но личная склонность и внутреннее побуждение влекли его к политическим и военным наукам. Дядя его по матери, артиллерийский генерал-майор Меркель, участвовавший в походах Суворова в Польше и Турции, внушил Фридриху Смитту с малых лет любовь к этому великому русскому полководцу, и уже в то время в молодом Смитте родилось желание некогда составить его жизнеописание.
После университета работал домашним учителем в родном городе, потом перебрался в Москву, где усердно изучал древнюю русскую историю. Во время Отечественной войны 1812 года Смитт в Петербурге записывается в конный полк волонтёров Оливера (в дальнейшем Яхонтова). Однако повоевать новоиспечённому корнету не удалось: полк направился из Петербурга в Ригу, и по прибытии на место Смитт страшно заболел тифом. В результате он потерял слух, сделался неспособным к военной службе и получил отставку.
Смитт сумел устроиться помощником почт-комиссара в Варшаве; позднее получил место правителя канцелярии барона Петра Розена, директора военной полиции в русской армии, отправившейся бороться с Наполеоном, после его триумфального возвращения с Эльбы. С 1815 по 1822 года сменяет пару канцелярских и интендантских должностей, пока не оседает в Вильно в чине цензора газет при почтамте. Здесь он принимается за создание своего главного труда, посвящённого русскому полководцу Суворову — «Суворов и падение Польши». Работа не была завершена: вторая часть была напечатана в 1858 году, третья осталась в виде набросков и документов.

## Труды
- История Польского восстания и войны 1830 и 1831 годов; Переведено с нем. гвардии штабс-капитаном Квитницким. — СПб.: Тип. В. Спиридонова и К°, 1863—1864. — 3 т.
- Суворов и падение Польши — СПб., 1866—1867